# So.cl
So.cl (uitgesproken als "social") was een onderzoeksproject van Microsoft voor studenten en kan gezien worden als sociaalnetwerksite. Het project onderzocht de mogelijkheden van de combinatie zoeken en sociaal netwerken. Socl integreerde met een Facebook- of Microsoft-account waardoor het niet verplicht was om een speciaal So.cl-account aan te maken.
De website kende gelijkenissen met Pinterest en is visueel georiënteerd: de website toont foto's van interesses.

## Functies
- Zoekopdrachten op het internet delen met contactpersonen
- Interesses volgen
- Profielpagina met berichten, interesses, mensen en 'feesten'
- Integratie met YouTube-video's.
- Zoeken tussen foto's.